# Public Access
Public Access és una pel·lícula dramàtica estatunidenca del 1993 dirigida per Bryan Singer en el seu llargmetratge de debut. Singer també va escriure el guió amb Christopher McQuarrie i Michael Feit Dougan. La pel·lícula es va rodar en 18 dies per 250.000 dòlars EUA. Es va projectar al Festival de Cinema de Sundance de 1993, on va ser guanyador conjunt del Gran Premi del Jurat. Els crítics van elogiar la direcció tècnica de Public Access, però no van elogiar la història de la pel·lícula i els personatges.

## Argument
Un vagabund net acaba a una petita ciutat anomenada Brewster. Començant l'estació local de televisió d'accés públic per cable, l'home decideix presentar el seu propi programa anomenat La nostra ciutat, que es converteix en un punt focal perquè els ciutadans de la ciutat truquin i donin veu als seus problemes de manera anònima. Tanmateix, les coses comencen a posar-se lletges i les tensions augmenten per al programa, que comença a elevar l'eslògan de l'home "Què li passa a Brewster?" en un tema completament nou per a la gent de Brewster, quan la ciutat es veu embolicada en un embolic que ha creat, impulsada per un home les intencions del qual poden ser molt més sinistres del que sembla.

## Repartiment
- Ron Marquette com a Whiley Pritcher
- Dina Brooks com a Rachel
- Burt Williams com a Bob Hodges
- Larry Maxwell com a Jeff Abernathy
- Charles Kavanaugh com a alcalde Breyer
- Brandon Boyce com a Kevin Havey
- Margaret Kerry com a Marge
- Randall Slavin com a Pudd
- Liz Dilts com a Lisa
- Mark Norling com a Lyle Macintosh
- Jason Varlance com a Tray

## Producció
Bryan Singer, Christopher McQuarrie i Michael Feit Dougan van escriure el guió de Public Access. Singer va dirigir el guió el 1992 amb un pressupost de 250.000 dòlars i amb un calendari de 18 dies. La tripulació va utilitzar material de filmació sobrant de Dràcula de Bran Stoker i Hoffa.El director va recordar l'experiència de la producció: "En Chris i jo mirem aquella pel·lícula i ens fem una mica d'encreuament. Part de la nostra reacció és: 'Uau, mira què vam fer llavors. Va ser així de petit i poc desenvolupat. Part d'això és reviure les circumstàncies dels dies que vam filmar cada escena. Aquesta producció va estar plena de 100 vegades més convulsió que Sospitos habituals: cada dia era una crisi. I llavors també ens sentim molt nostàlgics". Singer va comparar els temes de Public Access amb la seva pel·lícula de culte Sospitosos habituals, "Les dues pel·lícules són semblants en la noció que les coses no sempre són el que semblen. Són també sobre les projeccions del públic sobre un desconegut. En molts aspectes, Verbal a Sospitosos habituals és una extensió de Whiley, ja que és una prevenció per a les nostres projeccions. Ambdues pel·lícules tracten d'explicar històries i provocar, segueix el meu estil. —utilitzar so i imatges i música per crear tensió."

## Recepció
Quan Public Access es va projectar al Festival de Cinema de Sundance de 1993, va ser una de les dues pel·lícules que va guanyar el Gran Premi del Jurat en competició dramàtica, compartint el premi amb La Ruby al paradís. També es va projectar al Florida Film Festival de 1993 i va guanyar el premi del públic a la millor pel·lícula. Malgrat el reconeixement, la pel·lícula no va aconseguir un distribuïdor teatral.
Variety va anomenar Public Access una pel·lícula "tècnicament competent" tenint en compte el seu petit pressupost i calendari. El document comercial va observar: "El que Singer i els seus co-guionistes semblen estar aconseguint és una crítica a la cobdícia, la hipocresia i l'antihumanisme de l'era Reagan, així com un comentari sobre el poder dels mitjans i la seva capacitat per distreure el públic de problemes amb superfícies atractives". Va resumir: "Aquest estudi de molt baix pressupost sobre el malestar que s'amaga sota la superfície tranquil·la d'una petita ciutat americana típica és seriós i rebota al voltant d'algunes idees provocadores, però és vague sobre qüestions importants com a punts clau de la història, motivació i tema principal." Newsweek va escriure, "Singer de 27 anys és un veritable talent, però el malhumorat 'Public Access' necessitava un guió més fort. Després d'un intrigant acumulació, en què un misteriós desconegut entra en una petita ciutat i provoca problemes a la televisió d'accés públic, la història s'autodestrueix."
Time Out Film Guide va descriure Public Access com "aquesta petita paràbola freda [que] aprofita les fonts verinoses de la psique estatunidenca". La revista va comentar: "La pel·lícula està massa mesurada, amb molts zooms lents i càmera lenta (fins i tot els actors semblen anar a lentitud), però és fascinant, i Marquette [que interpreta a Whiley Pritcher] és un client realment espantós, un sociópata americà net en sec." En canvi, Henry Sheehan de The Hollywood Reporter va descriure Public Access com "un estil virtuosament independent que és tan ple de floridures com desproveït de sentit". Sheehan va trobar la pel·lícula "visualment... enginyosa" i que la banda sonora tenia "una sofisticada inventiva". Malgrat els fets més destacats, va considerar que els personatges de Public Access eren "mers requisits" i que la pel·lícula podria estar "al servei d'una història més coherent o articulada".